# 异猫蛛
异猫蛛（学名：Oxyopes heterophthalmus）为猫蛛科猫蛛属的动物。分布于古北区以及中国大陆的甘肃、吉林、新疆等地，一般生活于草丛。该物种的模式产地在欧洲。